# Ligne K du métro de Los Angeles
Pour les articles homonymes, voir Ligne K.
 (novembre 2024).
La ligne K (en anglais: K Line) est une ligne du métro de Los Angeles dont la mise en service a lieu le 7 octobre 2022. D'une longueur de 10,5 kilomètres, elle relie en sept stations les quartiers de Leimert Park et Crenshaw à la ville d'Inglewood et est desservie par des métros légers.
Durant sa construction, la ligne est nommée provisoirement ligne Crenshaw/LAX. À terme, elle comptera neuf stations et sera longue de 13,7 kilomètres. Elle desservira alors l'aéroport international de Los Angeles et proposera en outre une correspondance avec la ligne C.

## Histoire
En mai 2016, la moitié du tracé de la ligne est achevée.
Il est décidé en novembre 2019 d'attribuer la lettre « K » et la couleur rose à la ligne jusqu'alors nommée « ligne Crenshaw/LAX ».
En avril 2020, Metro annonce que l'ouverture de la ligne n'est pas envisagée avant la moitié de l'année 2021 (initialement prévue en automne 2019), en raison de défauts de conception et d'installation constatés sur les murs de soutènement et les structures en acier. Vu l'état de l'avancement des travaux, l'ouverture de la ligne est ensuite repoussée à l'automne 2022. Elle est finalement mise en service le 7 octobre.

## Tracé et stations

### Tracé

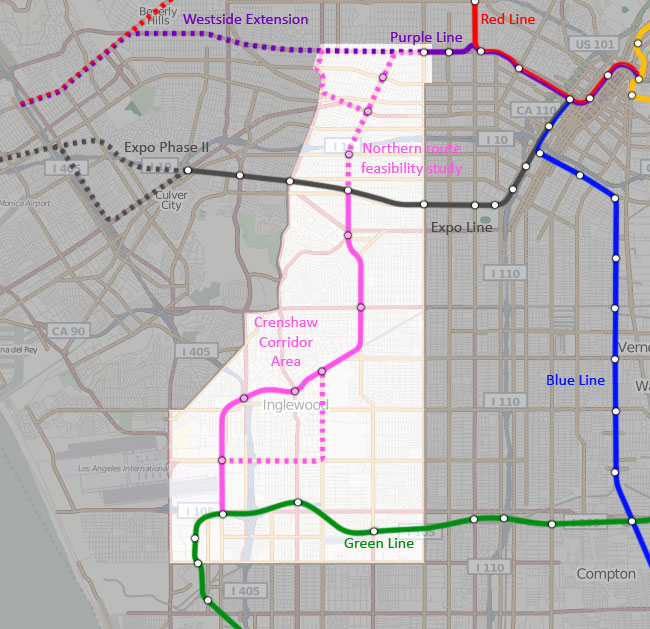
Plan de la ligne en construction.

La ligne K est censée relier à terme les quartiers de Leimert Park et Crenshaw à la ville d'Inglewood, en passant également par l'aéroport international de Los Angeles. Ainsi, la ligne reliera du nord au sud la ligne E à la ligne C, plus précisément de la station Expo/Crenshaw à celle d'Aviation/LAX,.

### Liste des stations
|  |   |  | Station                         | Coordonnées                   | Localisation                | Correspondances                 |
|  | - |  | ------------------------------- | ----------------------------- | --------------------------- | ------------------------------- |
|  | o |  | Expo/Crenshaw                   | 34° 01′ 21″ N, 118° 20′ 06″ O | Jefferson Park              | Ligne E du métro de Los Angeles |
|  | • |  | Martin Luther King Jr.          |                               | Baldwin Hills, Leimert Park |                                 |
|  | • |  | Leimert Park                    |                               | Leimert Park                |                                 |
|  | • |  | Hyde Park                       |                               | Hyde Park                   |                                 |
|  | • |  | Fairview Heights                |                               | Hyde Park                   |                                 |
|  | • |  | Downtown Inglewood              |                               | Inglewood (Californie)      |                                 |
|  | • |  | Westchester/Veterans            |                               | Inglewood (Californie)      |                                 |
|  | • |  | LAX/Metro Transit Center (2024) |                               | Westchester                 |                                 |
|  | • |  | Aviation/Century (2023)         |                               | Westchester                 |                                 |
|  | o |  | Aviation/LAX (2024)             |                               | Westchester                 | Ligne C du métro de Los Angeles |

1. ↑  Pour alléger le tableau, seules les correspondances notables sont indiquées.

## Exploitation

### Matériel roulant
La ligne est équipée de rames Kinki Sharyo P3010 (en).